# Ligne 142 (Infrabel)
 (février 2022).
La ligne 142, de Namur à Ramillies et Tirlemont, est l'une des composantes, avec la ligne 147, de la « croix de Hesbaye » qui quadrille le plateau Hesbignon autour du nœud de Ramilies. Cette ligne secondaire fut établie à voie unique par les Chemins de fer de l'État belge.
Fermée et désaffectée, elle est entièrement devenue une « voie lente » du réseau RAVeL.

## Historique
La section Nord de la ligne (Tirlemont - Ramilies) est inaugurée en 1867. Ramilies était à l'époque déjà desservie par la ligne 147. L'inauguration de la section Sud n'a lieu que deux ans plus tard, à la suite de « tracasseries » avec la compagnie du Luxembourg concernant l'embranchement de la ligne sur la L 161 donnant accès à la gare de Namur. La ligne est exploitée par la « Compagnie du Chemin de Fer de Tamines à Landen » jusqu'en 1871, date à laquelle la compagnie de l'État en reprend le contrôle.
En 1879, le propriétaire des sucreries de Boneffe et d'Ambresin fait poser une voie étroite (72 cm) entre la gare de Noville-Taviers et ses établissements. La section reliant Boneffe à la ligne 142 est posée à 4 files de rails afin d'amener les wagons du "grand" chemin de fer à la sucrerie. Bien que privée, cette ligne sera numérotée ligne 143 par la SNCB. Elle sera désaffectée en 1958 après avoir été reprise en 1923 par la SNCV.
En 1890, une autre ligne embranchée sur la ligne 142 voit le jour afin de desservir les industries et carrières implantées dans la banlieue namuroise de Saint-Servais. Appelée ligne 142A par la SNCB, cette ligne de 2,2 km de long se prolongeait par plusieurs embranchements privés dans la vallée du Hoyoux partant de la gare en impasse de Saint-Servais, réservée aux marchandises.
Comme de nombreuses lignes secondaires, l'avènement de l'automobile après la seconde guerre mondiale sera fatale au trafic voyageur qui se limitera, dès 1960, à deux aller-retour entre Namur et Ramilies. La desserte de la section nord étant totalement abandonnée. Deux ans plus tard, ces deux aller-retour passent à leur tour à la trappe. La ligne passe alors en exploitation simplifiée, la vitesse de référence tombe de 70 à 40 km/h, 
La desserte marchandise subsistante est organisée depuis les gares d'extrémité. En 1968 toutefois, la construction de l'E40 déconnectera la ligne de la Gare de Tirlemont. L'absence de clients réguliers incite la SNCB à fermer la section Cognelée - Hoegaarden en 1973. La desserte de Ramilies n'était déjà plus possible par la ligne 147 depuis 1963. Fin des années '70, la râperie de Longchamps souhaite étendre ses bassins de décantation des boues de rinçage des betteraves sucrières. Les nouveaux bassins doivent chevaucher la ligne, qui sera donc déferrée entre Hoegaarden et le grill nord d'Éghezée en 1975. Deux ans plus tard, de larges tronçons seront acquis par les pouvoirs locaux et transformés en piste cyclo-piétonne, inaugurées en 1985. En 1980, La section Cognelée - Frizet sera fermée, suivie en 1988 par le tronçon subsistant entre Namur et Frizet. La ligne 142A, desservant plusieurs industries raccordées à Saint-Servais, et parallèle à l'ultime tronçon de la 142 fermera simultanément.
En 1997, la SNCB et le MET signent un contrat-cadre permettant la location pour 99 ans de 1 000 km de voies désaffectées afin d'en faire des voies lentes, aux côtés de certains chemins de halage et de lignes vicinales déjà aménagés. Plusieurs tronçons de la ligne 142 sont concernés. Il sera toutefois nécessaire de reconstruire plusieurs ponts en très mauvais état. Le RAVeL 2 ne sera complété entre Namur et la frontière linguistique (Hoegaarden) qu'au début de ce siècle.

## Tronçons annexes
La ligne 142A est une courte section embranchée à l'origine de la ligne, à Namur, et desservant la gare marchandise et les industries de Saint-Servais.

## Ouvrages d'art
Le faible relief du plateau Hesbignon et l'absence de cours d'eau important n'ont pas imposé la construction d'ouvrages d'art. Seule une rampe, pour quitter la vallée de la Meuse, a nécessité de creuser une tranchée en pente douce sur le territoire de Saint-Servais, et d'établir plusieurs ponts au-dessus des voiries de cette entité.

## Patrimoine ferroviaire

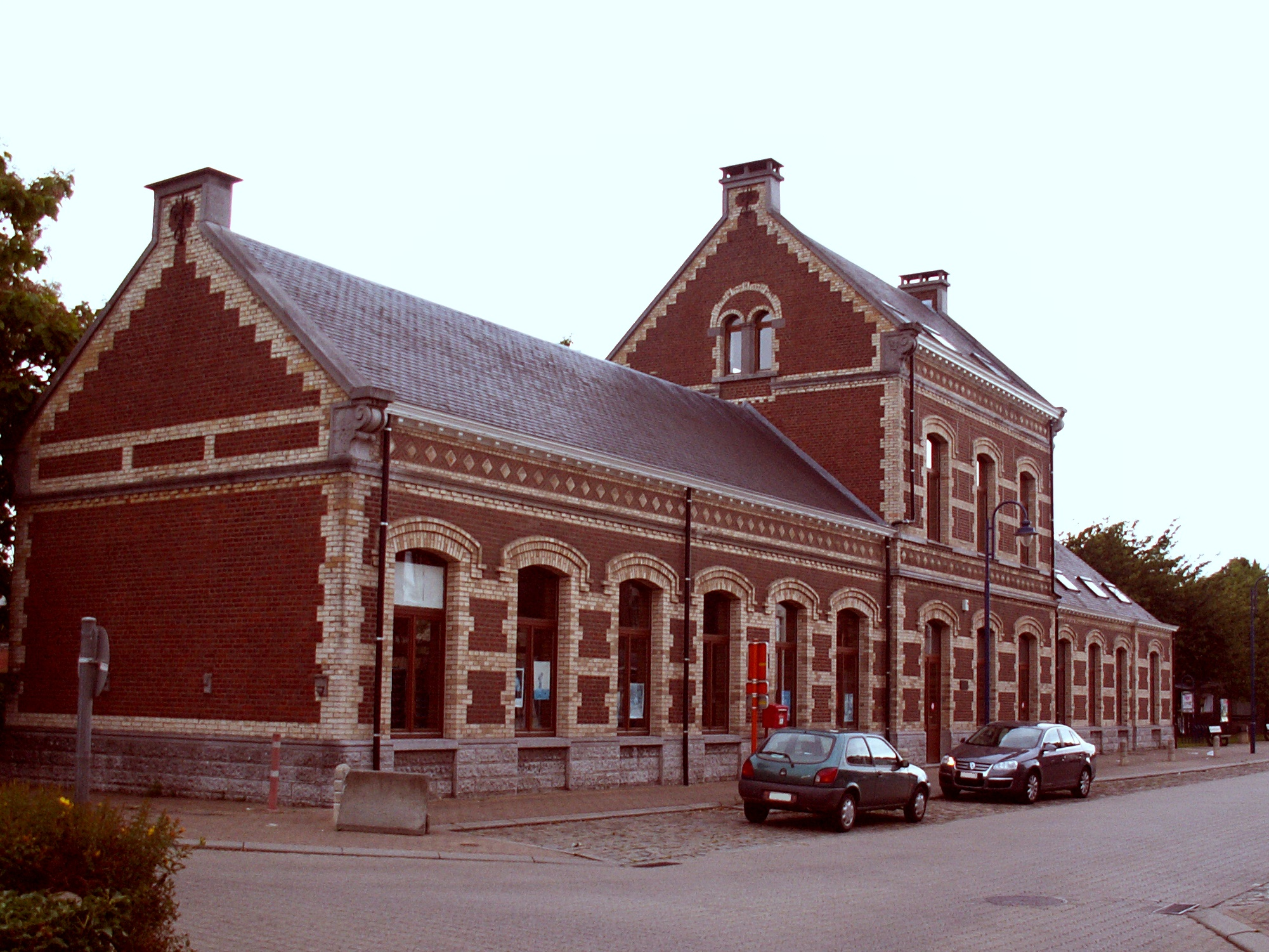
La gare d'Éghezée, qui a été entièrement rénovée par la commune.

Aujourd'hui, l'ensemble de la ligne est réservée aux utilisateurs non motorisés. Une jonction avec les pistes cyclables vers Tirlemont est prévue à l'extrémité Nord de la ligne, alors que les emprises de la gare de Jodoigne sont aménagées en gare des bus. La plupart des autres gares de la ligne ont été revendues à des particuliers ou réaffectées à d'autres fonctions (crèche à Leuze, école de musique à Éghezée, supérette à Longchamps).
Un tronçon est également occupé par les bassins de décantation de la râperie de Longchamps, obligeant les promeneurs à un détour le long d'une route fort fréquentée.
La Maison de Garde Barrière numéro 14, qui se situe dans l'ancienne commune de Sainte-Marie-Geest (Jodoigne), a été restaurée en utilisant un maximum d'anciens éléments. Maintenant, cette maison et les prairies autour sont converties en une exposition internationale d’art depuis 2011 (‘Le Jardin Enchanté’). Elle s’ouvre chaque année en été.

### Sources
- Le carnet du CFC - historique de la ligne 143
- La page du "RAVeL 2" sur le site du MET
- (nl) Wim deridder - Spoorlijnen in Belgïe
- (nl) - Paul Kevers :  Belgische spoorlijnen
- L'ambassade de Norvège annonce l'ouverture du « « Le Jardin Enchanté 2014 », sur www.norvege.be, juin 14 (consulté le 25 février 2017) »
- « Le Jardin Enchanté 2016 », sur www.le-jardin-enchante.info, été 2016 (consulté le 25 février 2017)